# إريك كوبر
إريك كوبر (بالإنجليزية: Eric Cooper) هو حكم كرة قاعدة ‏ أمريكي، ولد في 18 ديسمبر 1966 في دي موين في الولايات المتحدة.